# 琉森
卢塞恩，又译琉森（德語：Luzern），是瑞士中部卢塞恩州的首府，位于琉森湖畔。卢塞恩由于其美丽的自然风光和独特的人文情怀成为重要的旅游城市。

## 地理
城市卢塞恩位于琉森湖的西北岸，位于羅伊斯河的出水口。罗伊斯河将城市分为旧城区和新城区，河上的卡佩尔廊桥、六角形水塔及斯普洛耶桥将新旧城连接到一起。
此外，卢塞恩城还包含度假胜地皮拉图斯峰、瑞吉峰及部分布尔根施托克。
卢塞恩市区面积 29.1 平方公里，其中的居住面积占 44.2%，农业用地占 30.2%，森林面积占23.7%，无法利用的土地占1.9%。

## 歷史
卢塞恩城的创立时间至今也未能确定。很可能已经在古罗马或甚至更早时期就出现了小的人类定居点。
一千三百多年前，卢塞恩是琉森湖畔的一个小渔村。
大约750年，本笃会圣莱奥德伽尔（Saint Leodegar）修道院于此建立，此后卢塞恩便逐渐发展起来。
13世纪，阿尔卑斯山的圣哥特哈德通道 (St. Gotthard Pass) 开辟后，卢塞恩成为跨越阿尔卑斯山转运货物的重要商镇。
1291年，卢塞恩被哈布斯堡王朝侵占。
1332年，卢塞恩加入瑞士联邦。
在反宗教改革运动中，卢塞恩是天主教的堡垒，耶稣会以此为基地对抗加爾文主義。
1653年，卢塞恩成为农民反贵族运动的中心。
1798年 - 1803年，卢塞恩成为拿破仑赫爾維蒂共和國的首都。
1841年, 卢塞恩脱离瑞士联邦独立，并成为其后1847年独立联盟（Sonderbund）战争的导火索。
1848年，卢塞恩重新加入瑞士联邦。1860年的统计数据表明该州40%的人口仍然从事农业生产。
20世纪，卢塞恩的人口增长仍然十分缓慢，明显低于周边都会地区的人口增长速度。1981年，卢塞恩连通A2高速公路。2007年，卢塞恩与利陶相继以微弱的优势通过了合并的公民投票，2010年两市完成合并，使卢塞恩的人口到达75000人。虽然卢塞恩有意继续合并附近的小型城镇，但相继遭到了拒绝和反对。

## 政治
卢塞恩的立法机构是卢塞恩市大议会（德语：Grosser Stadtrat），一共有48个席位，每四年举行一次选举。最近的一次是在2020年3月。目前大议会中席位分配如下：
- 瑞士社会民主党：13
- 瑞士绿党：9
- 瑞士自由民主党：9
- 基督教民主人民党：6
- 瑞士人民党：5
- 绿色自由党：4
- 青年绿党（德语：Junge_Grüne_(Schweiz)）：2

卢塞恩的行政机构是卢塞恩市（执行）议会（德语：Stadtrat），议会由五名议员组成。每名议员同时负责一个部门。现任议员是：
- 市长兼教育部长：贝阿特·齐斯利（德语：Beat Züsli）（社会民主党）
- 社会部长：马丁·梅尔基（自由民主党）
- 财务部长：弗兰奇斯卡·比奇·施陶布（基督教民主人民党）
- 建筑部长：曼努埃拉·约斯特（绿色自由党）
- 环境、运输和安全部长：阿德里安·博尔古拉（绿党）
- 书记：米歇尔·布赫

## 观光

### 琉森湖

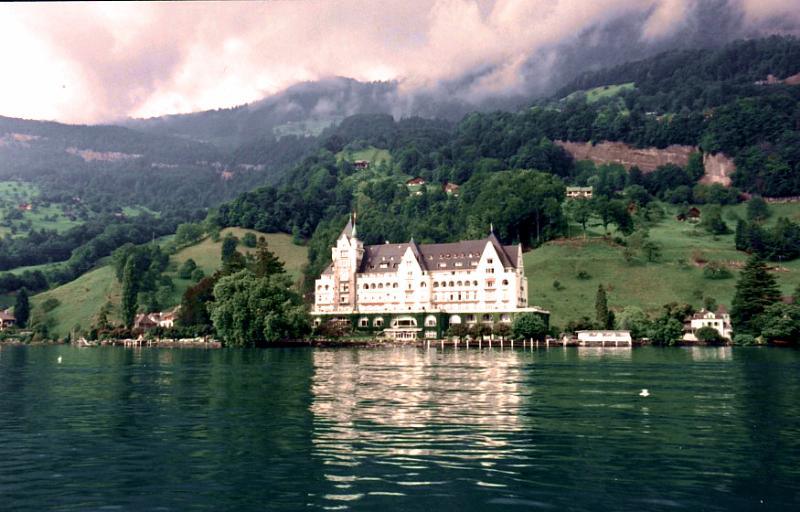
琉森湖

卢塞恩邻于琉森湖，又称四森林州湖（德语：Vierwaldstättersee）（图一），湖水面积很大，被群山环绕，湖上游轮及小艇穿梭，是度假胜地。

### 圣莱奥德伽尔教堂
圣莱奥德伽尔教堂（德语：St. Leodegar im Hof)（图二）位于琉森湖边山脚下，始建于735年，1633年翻修并受到文艺复兴的影响。 

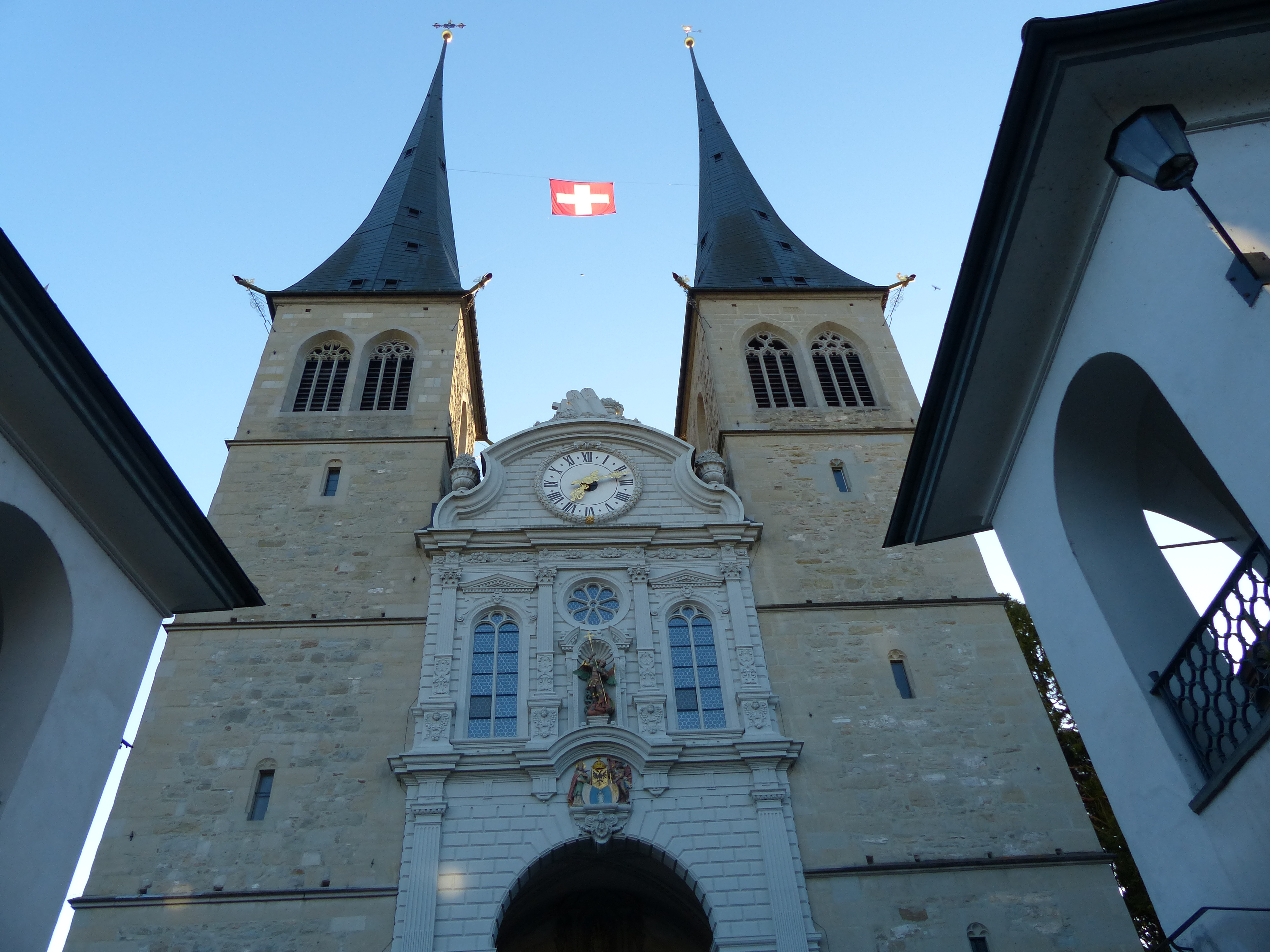
圣莱奥德伽尔教堂（St. Leodegar im Hof）

### 皮拉图斯峰
从卢塞恩湖上乘船到Alpnachstad，再乘登山电车可达皮拉图斯峰（德文：Pilatus）(图三）。

皮拉图斯峰（Pilatus）

### 罗伊斯河
罗伊斯河（德语：Reuss）流经卢塞恩，其源头即是琉森湖。河上有一条建造于1333年的木桥，叫卡佩尔廊桥（德语：Kapellbrücke），又称教堂桥（图四），全长204米；其全由木板建成，上有盖顶，蜿蜒河上，有如一条水上长廊。桥内一幅幅图画描绘十七世纪时卢塞恩的故事。行人过桥，半路行经一座六角形水塔，原本是13世纪的古堡。板桥和古堡是卢塞恩最著名的标志。1993年，卡佩尔廊桥曾发生火灾，现已重新修复。
位于卡佩尔廊桥的下游不远处有一条建于1408年的斯普洛耶桥，桥上悬挂17世纪Kaspar Meglinger所作的一系列中世纪绘画，名为“死亡的舞蹈”。1568年桥中央加盖一座小礼拜堂。

卢塞恩古城在罗伊斯河北面的小山坡上，现存城墙、城门塔楼和四座瞭望塔。

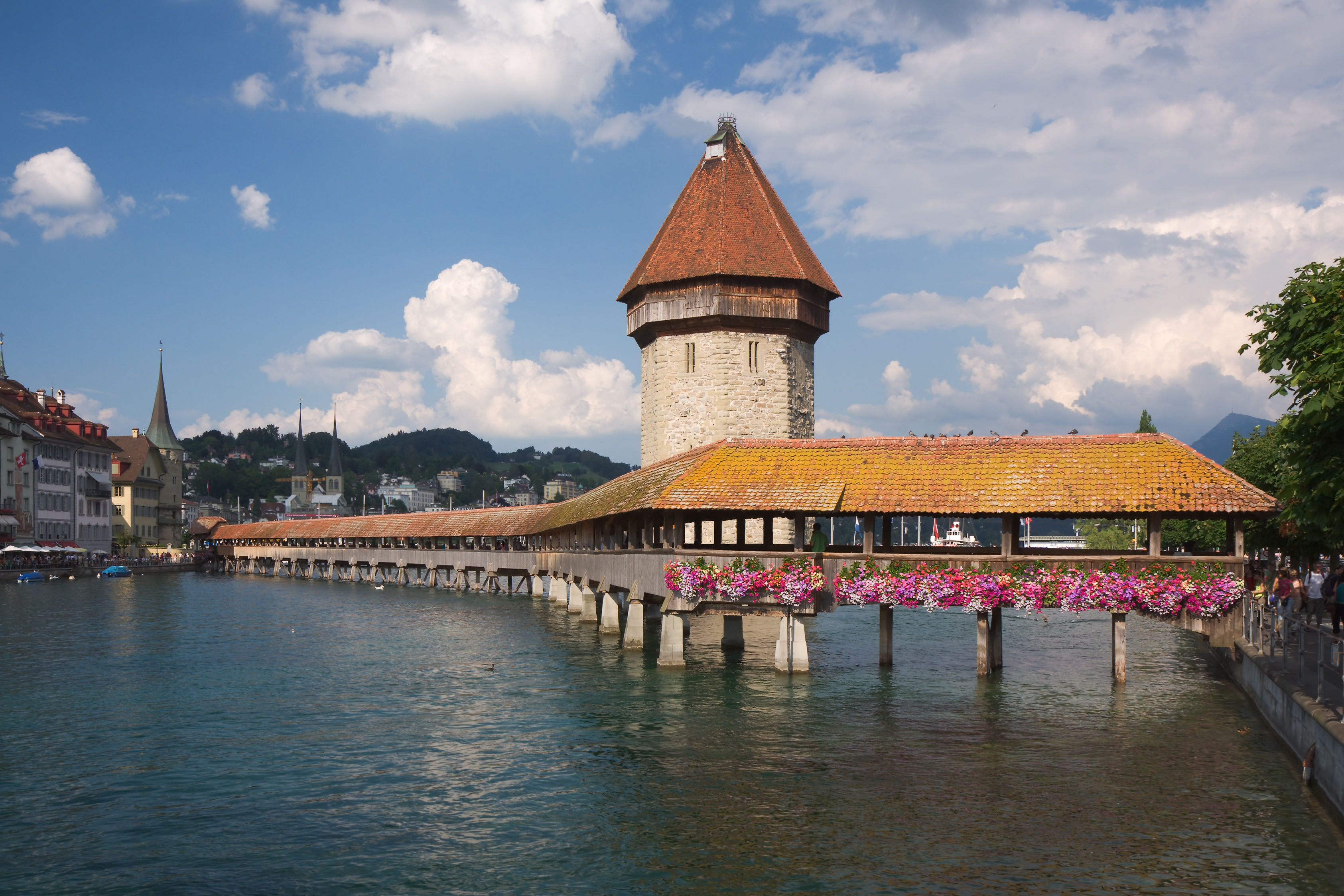
卡佩尔廊桥

### 狮子广场
狮子广场（德文：Löwenplatz）附近的公园中有一座丹麦雕刻家伯特尔·托伐尔德森制作的垂死獅子像（德语：Löwendenkmal）（图五）。作品刻画了一只受伤的狮子，纪念法国大革命时，在巴黎杜乐丽宫牺牲的850名瑞士僱傭兵。马克·吐温称这是世界上最让人悲伤和感动的一块石头。

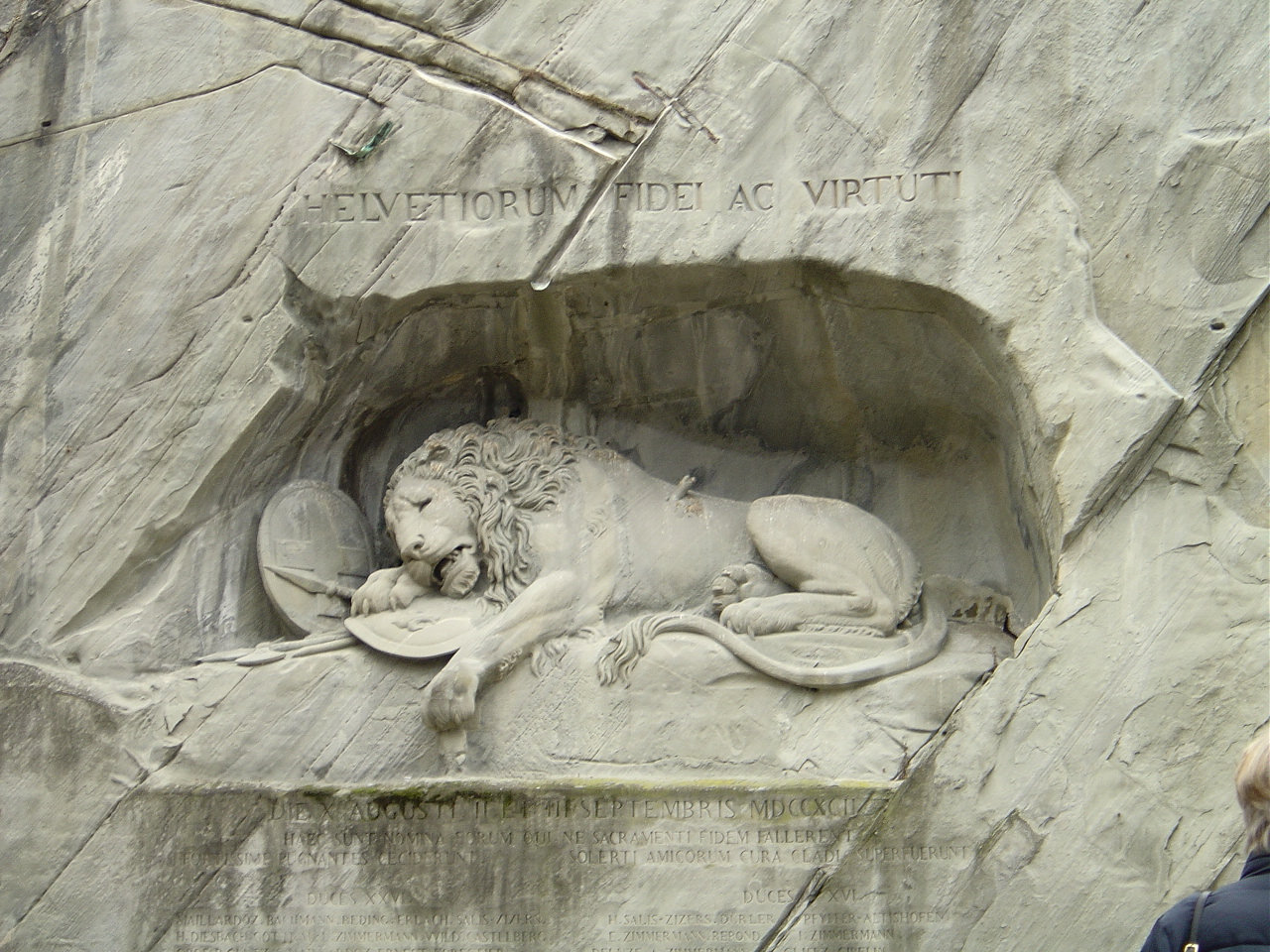
垂死獅子像

### 博物馆
- 瑞士交通博物馆（德文：Verkehrshaus der Schweiz）展览不同年代的火车、汽车、轮船和飞机等交通工具，内有瑞士唯一的超大屏幕IMAX电影院。此博物館為瑞士最大及最多遊客參觀的博物館。卢塞恩著名画家 Hans Erni的博物馆坐落于瑞士交通博物馆内。

- 瓦格纳纪念馆
- 毕加索纪念馆
- 卢塞恩美术馆（德文：Kunstmuseum Luzern）
- 冰川公园（德文：Gletschergarten）
- 历史博物馆（德文：Historisches Museum）
- 卢塞恩自然博物馆（德文：Naturmuseum Luzern）

## 文化
- 卢塞恩复活节音乐节（Lucerne Festival zu Ostern）：每年复活节期间于KKL琉森文化和会议中心及大教堂内举行[5]。
- Fumetto - 国际漫画节（Fumetto - Internationales Comix-Festival）：每年4月举行，为期1周。2019年举办时间为4月6日 - 14日。
- 卢塞恩顶级田径运动（Spitzen Leichtathletik Luzern）：每年7月举行。
- 卢塞恩帆船赛（Lucerne Regatta）：每年5月底或6月初在卢塞恩的红湖（Rotsee)上举行，2019年举办时间为5月31日 - 6月2日。
- Blue Balls Festival：每年7月末举行，为期一周。2018年的举办时间为7月20日 - 28日。
- 琉森音樂節（Lucerne Festival im Sommer）：每年夏日举行，为期一个月，2018年的举办时间为8月17日 - 9月16日。
- 世界（铜管）乐队音乐节（World Band Festival）：每年9月底在KKL琉森文化和会议中心举行，2018年的举办时间为9月22日-30日。
- 瑞士城市马拉松 - 卢塞恩 (SwissCityMarathon - Lucerne）：每年10月末举行，2018年的举办时间为10月28日。
- 卢塞恩布鲁斯音乐节（Lucerne Blues Festival）：每年11月中旬，来自世界各地的布鲁斯艺人会在为期一周的时间内于卢塞恩各个指定地点演奏。2018年的举办时间为11月10日-18日。
- 卢塞恩钢琴音乐节（Lucerne Festival am Piano）：每年11月中下旬，2018年的举办时间为11月17日-25日。

## 艺术

### 文学
- 马克·吐温，《浪迹海外》（A Tramp Abroad），1880
- 列夫·托爾斯泰，《卢塞恩游記》

### 画作

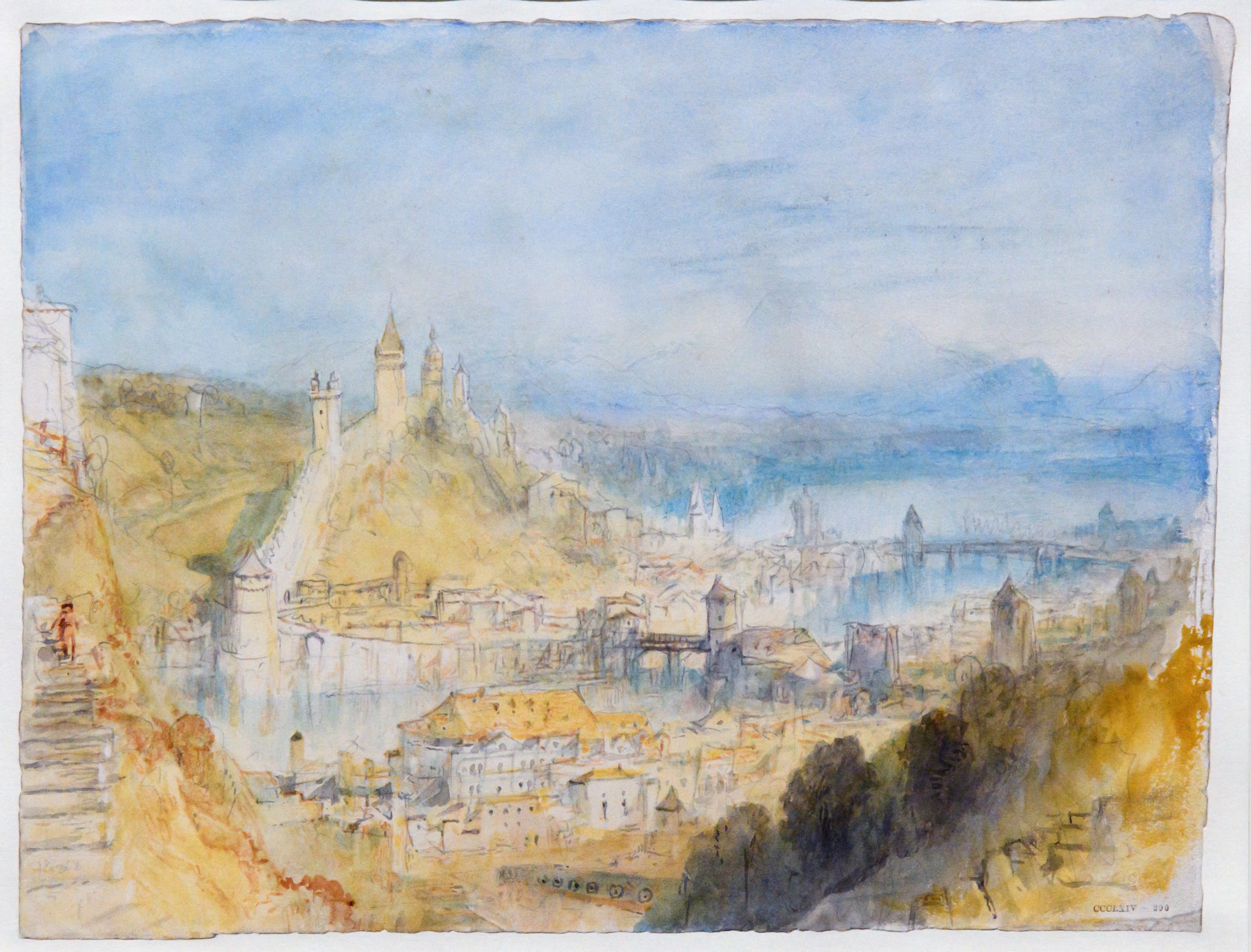
Lucerne from the Walls 约瑟夫·透纳, 1841 Tate Britain
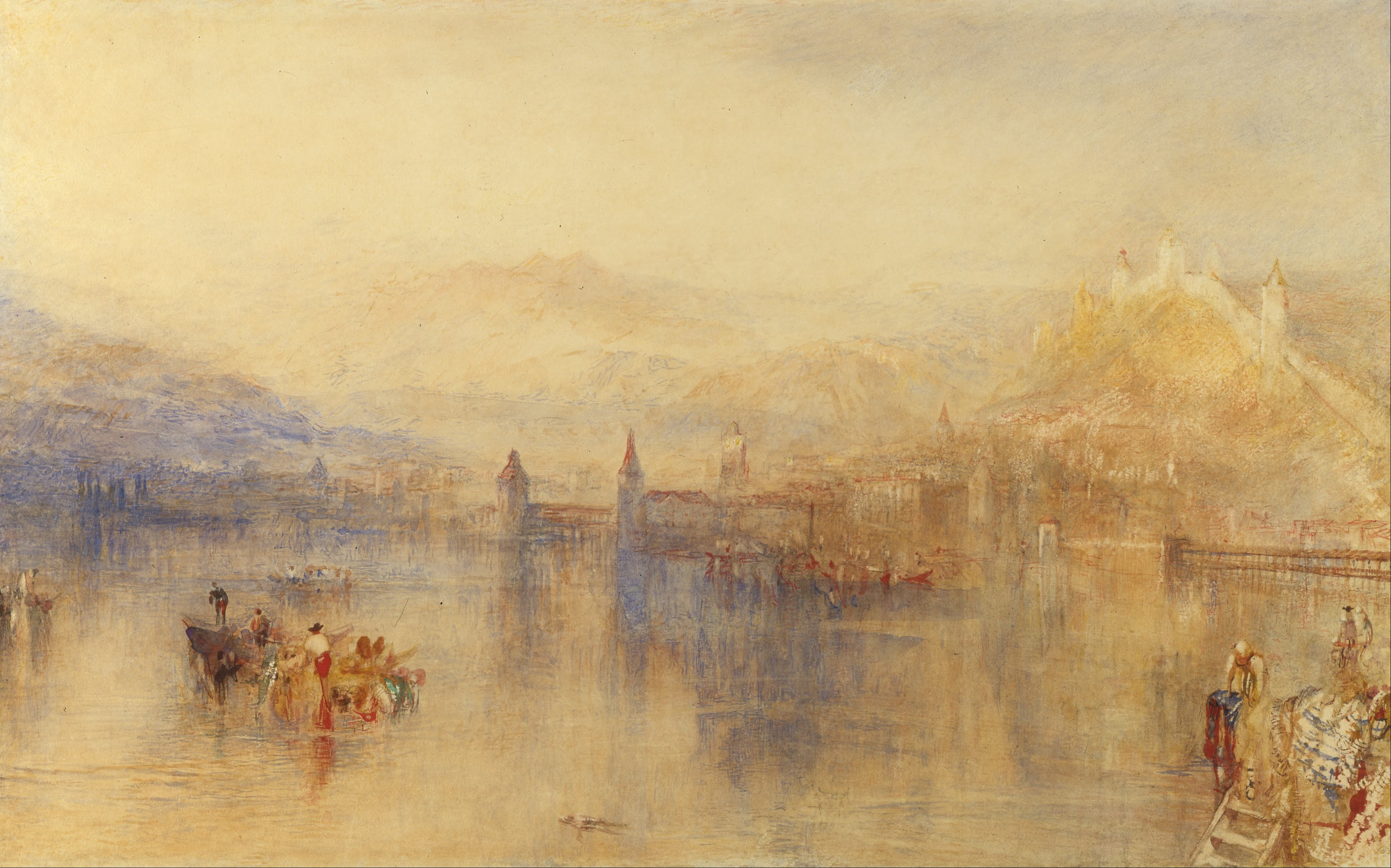
Lucerne from the Lake William Turner, 1845 Morgan Library, New York City

## 友好城市
- 英国 - 伯恩茅斯
- 美国 - 芝加哥
- 德国 - 波茨坦
- 捷克 - 奧洛穆茨
- 法國 盖布维莱尔
- 法國 米尔巴克

（注：来源）